# Temolapan
Temolapan är en ort i Mexiko.   Den ligger i kommunen Catemaco och delstaten Veracruz, i den sydöstra delen av landet, 400 km öster om huvudstaden Mexico City. Temolapan ligger 346 meter över havet och antalet invånare är 219. Den ligger vid sjön Laguna Catemaco.
Terrängen runt Temolapan är kuperad åt sydväst, men åt nordost är den platt. Runt Temolapan är det ganska tätbefolkat, med 83 invånare per kvadratkilometer. Närmaste större samhälle är San Andres Tuxtla, 11,8 km nordväst om Temolapan. 